# Diócesis de Caffa
La diócesis de Caffa (en latín: Dioecesis Caphensis y en italiano: Diocesi di Caffa) fue una circunscripción eclesiástica de la Iglesia católica en Crimea. Se trataba de una diócesis latina, sufragánea de la arquidiócesis de Janbalic. Fue suprimida de hecho por los otomanos en 1475 y restaurada como diócesis titular en 1933. Desde el 10 de marzo de 1978 es sede vacante.

## Territorio y organización

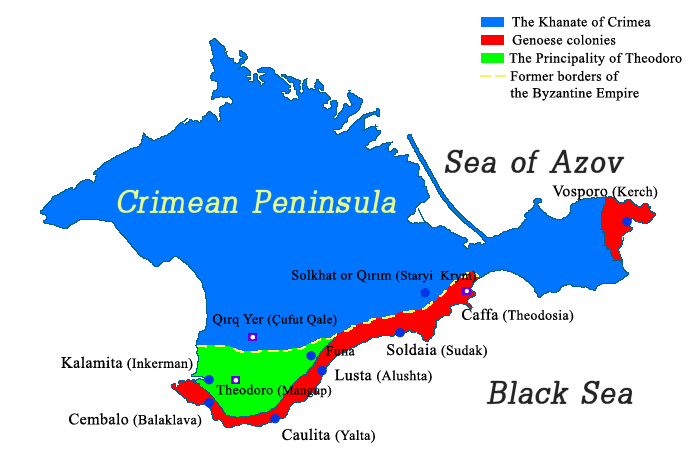
Mapa de las posesiones genovesas (color rojo) de la Gazaria en Crimea en el

La diócesis extendía su jurisdicción sobre los fieles católicos de rito latino residentes en la ciudad de Caffa en la península de Crimea, que era parte de la colonia de Gazaria de la República de Génova.
La sede de la diócesis se encontraba en la ciudad de Caffa, actual Feodosia, en donde se hallaba la Catedral de Santa Inés.

## Historia

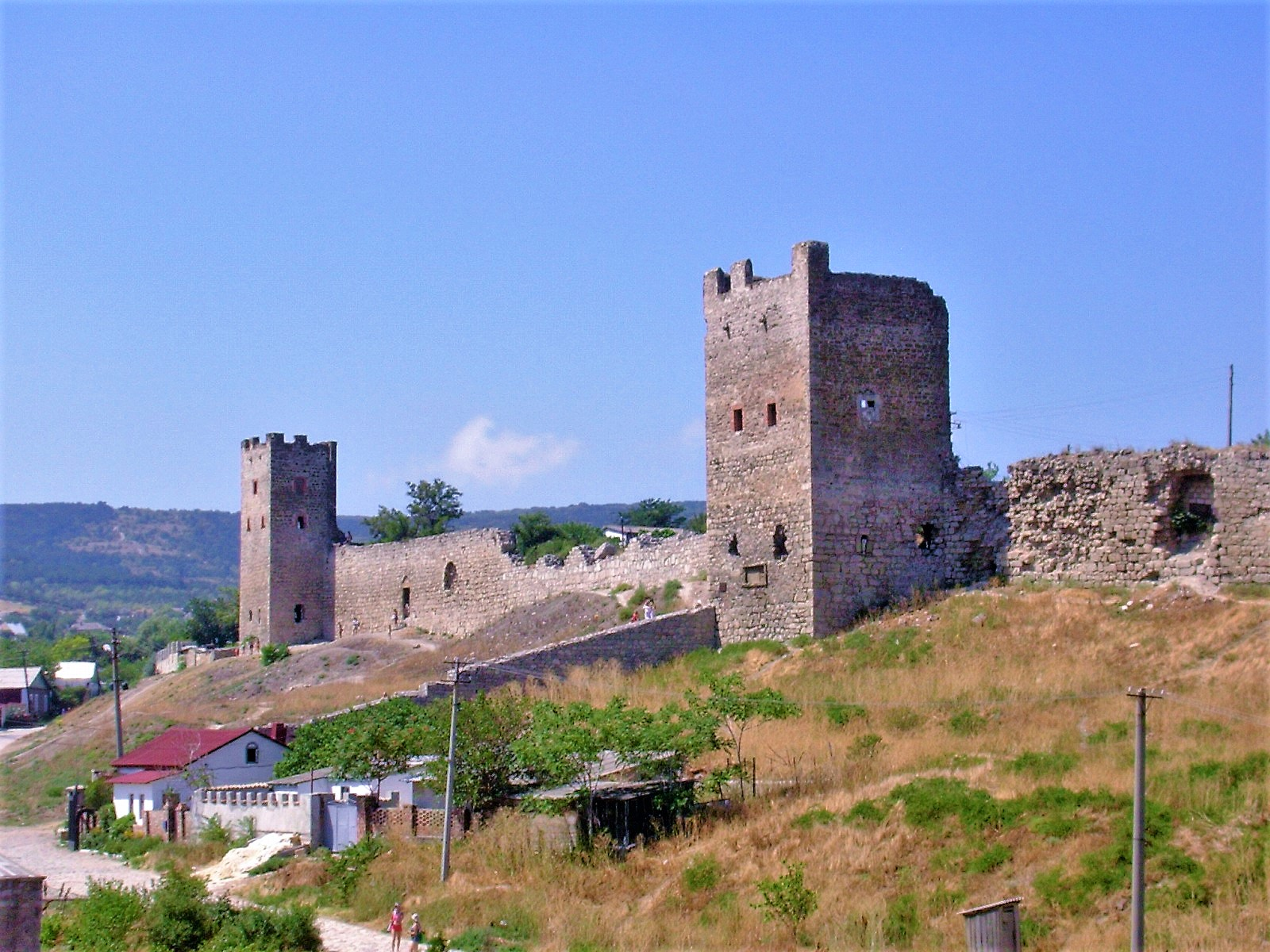
Ruinas de la Caffa genovesa

Caffa, la antigua colonia griega de Theodosia, fue un antiguo obispado de la provincia romana de Zechia y del reino vasallo romano del Bósforo. El origen de esta diócesis griega es incierto y no parece que esté en ninguna Notitia Episcopatuum. Según Michel Le Quien, Caffa habría sido la sede de la ecclesia Gotthiae de los godos de Crimea (que invadieron Crimea en 255), entre cuyos obispos se menciona a Juan de Gotia. En 376 la península fue invadida por los hunos que pusieron fin al Reino del Bósforo. Hacia el año 400 el Imperio bizantino recuperó el control de la parte sur de Crimea y la mantuvo hasta el 717, cuando los jázaros se apoderaron de ella, aunque los bizantinos la recuperaron y perdieron a manos de distintos pueblos invasores en varias oportunidades hasta que en 1237 Crimea fue devastada por el Imperio mongol y luego pasó a ser parte del kanato de la Horda de Oro.
Circa 1266 la Horda de Oro vendió Caffa a la República de Génova, que la hizo parte de su colonia de Gazaria y fue uno de sus más importantes centros comerciales. 
En 1307 el papa Clemente V erigió la arquidiócesis de Janbalic en China, nombrando a Juan de Montecorvino como primer arzobispo con el título de arzobispo principal (summus archiepiscopus) para gobernar la Iglesia en todo el dominio del Imperio mongol (in toto dominio Tartarorum). 
A principios de 1318 el papa Juan XXII erigió una diócesis de rito latino en Caffa sufragánea de la arquidiócesis de Janbalic, de la cual se separó. El breve de nombramiento del primer obispo, Ad universalis ecclesiae, está fechado, según la edición de Luca Wadding, el 26 de febrero de 1320; esto es probablemente un error tipográfico o un error en la lectura del manuscrito original: de hecho, fray Gerolamo ya es mencionado como obispo de Caffa en otro breve del mismo papa fechado el 18 de marzo de 1318.
Según el Provinciale publicado por Konrad Eubel en su Hierarchia catholica y fechado en el siglo XIV, 6 diócesis sufragáneas formaban parte de la provincia eclesiástica de Janbalic: Zayton (en China), Caffa, Sarai (más tarde sede metropolitana), Tanais, Kumukh (Montis Caspiorum seu Cumuchensis) (las 4 en la Horda de Oro) y Almalik (en el Kanato de Chagatai).

1. Cambalien. cum suffr.: Zaitonen., Caphen., Saraien., Tanen., Montiscaspen. seu Cumuchen., de Armalech.

Según las indicaciones dadas en Ad universalis ecclesiae, la diócesis incluía un vasto territorio: 

(...) ac a villa de Varna in Bulgaria usque Sarey inclusive in longitudinem et a mari Pontico usque ad terran Ruthenorum in latitudinem.

Posteriormente otras colonias genovesas en Crimea fueron diócesis: Bósforo, Cembalo y Soldaia y es probable que Caffa pasara a se sufragánea de la arquidiócesis de Bósforo. 
En Caffa existía población armenia, a los cuales se aplicó la unión de la Iglesia apostólica armenia con la Iglesia católica lograda en el Concilio de Florencia el 22 de noviembre de 1439.
Tras la caída de Constantinopla en manos otomanas en mayo de 1453, Génova cedió la soberanía sobre Gazaria a la Casa delle Compere di San Giorgio, creyendo que era la única entidad capaz de organizar la resistencia contra los otomanos.
El primer obispo fue fray Gerolamo, que ya había sido consagrado obispo misionero ad partes Tartarorum en 1311. La ciudad fue conquistada por los otomanos en 1475 y la diócesis fue suprimida.

### Diócesis titular
Desde 1933 Caffa figura entre las sedes episcopales titulares de la Iglesia católica. Desde el 10 de marzo de 1978 es sede vacante.

## Episcopologio
- Gerolamo, O.F.M. † (antes del 18 de marzo de 1318-después del 1 de abril de 1324 falleció)
- Matteo, O.P. † (1324-? falleció)
- Taddeo, O.P. ? † (11 de marzo de 1334-? falleció)
- Corrado, O.F.M. † (29 de enero de 1358-? falleció)
- Giovanni, O.P. † (9 de marzo de 1377-? falleció)
- Francesco di Groppo, O.Carm. † (21 de julio de 1382-?)
- Alessandro, O.F.M. † (3 de septiembre de 1387-? falleció)
- Bartolomeo Ventura, O.P. † (27 de febrero de 1391-29 de enero de 1398 nombrado obispo de Sugdea)
- Giovanni di Saulo, O.F.M. † (29 de enero de 1398-3 de agosto de 1403 nombrado obispo de Mondovì)
- Simone † (8 de agosto de 1401-?)
- Gerolamo † (circa 1404)
- Goffredo Cigalla, O.F.M. † (23 de diciembre de 1417-? renunció)
- Giacomo Campora (o Canfora), O.P. † (23 de enero de 1441-? falleció)[3]
- Gerolamo, O.P. † (12 de septiembre de 1459-?)
- Pacomio † (17 de febrero de 1469-?)
- Giovanni Martini † (22 de junio de 1472-?)

### Obispos titulares
- Giuliano †
- Giacomo Mechowski, O.Cist. † (12 de noviembre de 1512-? falleció)
- Stefano Casmuzianus, O.P. † (17 de abril de 1532-? falleció)
- Stanisław Falęcki, O.Cist. † (9 de enero de 1562-1581 falleció)
- Francisco de Carvajal y Luna † (13 de mayo de 1686-antes del 14 de junio de 1690 falleció)
- Joseph Augustin Hagendorens, C.P. † (23 de marzo de 1947-10 de noviembre de 1959 nombrado obispo de Tshumbe)
- Eusebius John Crawford, O.P. † (1 de marzo de 1960-15 de noviembre de 1966 nombrado obispo de Gizo)
- Efraím Basílio Krevey (Krevei), O.S.B.M. † (29 de noviembre de 1971-10 de marzo de 1978 sucedió al eparca de San Juan Bautista en Curitiba)